# جون هيلتون (لاعب كرة قدم أمريكية)
جون هيلتون (بالإنجليزية: John Hilton)‏ هو لاعب كرة قدم أمريكية أمريكي، ولد في 12 مارس 1942 في ألباني في الولايات المتحدة، وتوفي في 2 فبراير 2017.

## وصلات خارجية
- جون هيلتون على موقع مرجع كرة القدم المحترفة.كوم (الإنجليزية)
- جون هيلتون على موقع قاعة فرجينيا للمشاهير الرياضية (الإنجليزية)